# Tenebroides sub-virescens
Tenebroides sub-virescens is een keversoort uit de familie schorsknaagkevers (Trogossitidae). De wetenschappelijke naam van de soort werd in 1889 gepubliceerd door Albert Léveillé.